# Manocalzati
Manocalzati es uno de los 119 municipios o comunas ("comune" en italiano) de la provincia de Avellino, en la región de Campania. Con cerca de 3.213 habitantes, según el censo de 2005, se extiende por una área de 8,62 km², teniendo una densidad de población de 372,74 hab/km². Linda con los municipios de Atripalda, Avellino, Candida, Montefredane, Pratola Serra, y San Potito Ultra.

## Demografía
| Gráfica de evolución demográfica de Manocalzati entre 1861 y 2001 |
|                                                                   |
| Fuente ISTAT - elaboración gráfica de Wikipedia                   |

- Datos: Q55050
- Multimedia: Manocalzati / Q55050

1. ↑  Worldpostalcodes.org, código postal n.º 83030.
2. ↑  «Codici Catastali». Comuni-italiani.it (en italiano). Consultado el 29 de abril de 2017.